# Coll de la Jaça d'en Vernet
El Coll de la Jaça d'en Vernet és una collada dels contraforts nord-orientals del Massís del Canigó, a 2.033,5 metres d'altitud, en el límit dels termes comunals de Castell de Vernet i de Vernet, tots dos a la comarca del Conflent, de la Catalunya del Nord.
Està situada a la zona nord-occidental de l'extrem sud-est del terme de Vernet, i a l'est de la zona central del terme de Castell de Vernet, a prop al sud-est del monestir de Sant Martí del Canigó i al nord-oest del Quazemí.